# Lenguas bhil
Las lenguas bhil son un grupo de lenguas indoarias centrales, del grupo centroccidental, hablado por unos seis millones de personas del grupo bhil. Este grupo de lengua forman las lenguas más habladas la cordillera Aravalli en Rayastán y la parte occidental de la cordillera Satpura en Madhya Pradesh, al noroeste de Maharashtra y el sur de Gujarat.

## Clasificación
Las lenguas bhil forman son variedades de transición entre las variedades de guyarati y las de rayastani-marwari. Usualmente el grupo bhil incluye las siguientes lenguas:
- Bhil septentrional
  - Bauria
  - Wagdi (tal vez central: es altamente inteligigble con el adiwasa o el patelia)
  - Bhilori (Noiri, Dungra)
  - Magari (Magra ki Boli; incl. bajo el "Bhili (nuclear)" en Ethnologue)
- Bhil central
  - Bhili (nuclear) (Patelia), bhilodi, adiwasa y rajput Garasia [mutuamente inteligibles, cierta inteligibilidad con el marwari].
  - Bhilali (Rathawi)
  - Chodri
  - Dhodia
  - Dhanki
  - Dubli
  - Gamit (Mawchi)
- Bhil oriental (Bareli)
  - Palya Bareli
  - Pauri Bareli
  - Rathwi Bareli
  - Pardhi

El kalto también llamado nahali, es otr lengua bhil. El vasavi es hablado por personas del grupo bhil, pero está más estrechamente emparentado con el guyaratí.

## Comparación léxica
Los numerales en diferentes variedades de lenguas bhil son:
| GLOSA | Bhili | Bhilori | Chodri | Rajput Garasia | Rathwi (Bareli) | Wagdi | PROTO- BHIL |
| ----- | ----- | ------- | ------ | -------------- | --------------- | ----- | ----------- |
| '1'   | yek   | eke     | ek     | ek             | ɛk              | ek    | *ek         |
| '2'   | don   | bene    | be     | be             | d̪ʊi             | be    | *d̪ʊini      |
| '3'   | tiːn  | t̪ine    | t̪in    | t̪ɛn            | t̪in             | təɳ   | *t̪iːni      |
| '4'   | ʧyaɾ  | siyaɾe  | ʧaɾ    | siaɾ           | ʧyaɾ            | syaɾ  | *ʧyaɾ       |
| '5'   | pãːʧ  | pãse    | pãʧ    | pɔs            | pãʧ             | pãs   | *pãːʧ       |
| '6'   | ʧʰa   | sove    | ʧʰə    | se             | ʧʌw             | so    | *ʧʰəw       |
| '7'   | saːt  | hat̪     | hat̪    | hat̪ʰ           | sat̪             | hat   | *saːt̪       |
| '8'   | aːʈʰ  | aʈ      | aʈʰ    | aʈʰ            | aʈʰ             | aʈ    | *aːʈʰ       |
| '9'   | nau   | nov     | no     | nev            | nʌw             | nov   | *nəw        |
| '10'  | daːh  | d̪oh     | d̪əhə   | d̪ɛs            | dʌs             | dəs   | *d̪əs        |